# Uno strano processo
Uno strano processo, ora pubblicato col titolo Il processo Deltchev (titolo orig. Judgment on Deltchev, letteralmente Giudizio su Deltchev), è un romanzo di Eric Ambler, edito nel 1951. Dramma giudiziario, fu basato sul processo farsa stalinista al politico bulgaro Nikola Petkov. Provocò reazioni ostili da parte dei compagni di strada comunisti.
Fu il primo romanzo da solista di Ambler dopo undici anni (senza contare un romanzo scritto con Charles Rodda sotto lo pseudonimo di Eliot Reed); l'autore temeva di scrivere un romanzo scadente, ma non lo fece.
È considerato uno dei migliori libri di Ambler. James Fenton lo definì «il miglior romanzo di Ambler... il più interessante politicamente e il più profondo».

## Trama
Foster è un commediografo inglese che viene incaricato dal direttore un giornale americano di visitare un paese dell'Europa Orientale non meglio identificato, allora uno dei paesi finiti nell'orbita sovietica oltre la Cortina di Ferro, per documentare il processo farsa al politico Yordan Deltchev. Deltchev era membro e leader del Partito Socialista Agrario, ma il Partito Popolare aveva preso il potere con un colpo di stato. Dopo le sue dichiarazioni sui pericoli alla libertà e indipendenza costituiti dalla minacciosa presenza armata delle truppe sovietiche, Deltchev fu arrestato e il Partito Socialista Agrario fu soppresso.
Al momento della sconfitta tedesca nella Seconda Guerra Mondiale, Deltchev avrebbe preferito l'occupazione anglo-americana, anziché sovietica, del proprio paese. È accusato di averlo fatto per guadagno personale. Inoltre, è accusato di aver partecipato a un complotto della società segreta della Fratellanza del Corpo Ufficiali per assassinare il leader stalinista del paese, Vukashin.
Foster segue il processo per alto tradimento a Deltchev, eroe della Resistenza durante la guerra. Al suo arrivo, viene accolto da Georghi Pashik, il rappresentante locale del giornale per il quale scrive, che gestisce un ufficio stampa. Pashik è ansioso di evitare che Foster gli crei problemi col nuovo Regime comunista.
Sin dal principio, Foster ha sempre ben presente che il processo contro Deltchev è una farsa, ma non accontentandosi di vedere solo lo svolgimento del processo, inizia indagini proprie, cerca di scoprire qualcosa nel torbido regime comunista nel quale la Bulgaria è piombata, sino a divenire il bersaglio dei reali organizzatori dell'attentato di cui Deltchev è accusato.
Foster fa visita alla moglie di Deltchev, Madame Deltchev. La figlia di Deltchev, Katerina, chiede a Foster di consegnare una lettera. Quando lo fa, trova in una mansarda un cadavere assassinato. Sul luogo, però, arriva Pashik, che afferma di averlo seguito. Pashik accompagna Foster a trovare Valmo, che afferma di essere un membro della polizia segreta. E dove incontra Aleko, fratello di questi.
Foster sopravvive a un tentativo di assassinio. Katerina rivela che è il figlio di Deltchev, Filip, a far parte della Confraternita degli Ufficiali, così come Pashik.
Sibley, un giornalista americano che lavora segretamente per il Ministro della Propaganda Brankovitch, rivela che Pashik lavorava come interprete per gli americani ed è un fervente filoamericano. Pashik era diventato una spia per aiutare il governo a eliminare la Confraternita degli Ufficiali. La sua agenzia di stampa è di proprietà di maggioranza di Madame Deltchev, che ha gestito la carriera di Yordan Deltchev. Aleko in realtà lavora per il Partito Popolare, che ha preso il controllo della Confraternita degli Ufficiali con un'operazione sotto falsa bandiera. Brankovitch intende far assassinare il suo rivale Vukashin e attribuire la colpa alla Confraternita e al Partito Popolare Agrario.
Il giorno seguente, durante una parata militare, viene assassinato Brankovitch. Aleko in realtà lavora per Vukashin, che era a conoscenza delle macchinazioni di Brankovitch. Pashik, Aleko e Deltchev vengono giustiziati.

## Edizioni italiane
- Uno strano processo, collana Serie Gialla n.6, traduzione di Bruno Tasso, Milano, Garzanti, maggio 1953. - Collana Gialli n.24, Garzanti, 1965; Milano, CDE, 1978; Milano, Mondadori, 1992.
- Il processo Deltchev, collana gli Adelphi n.206, traduzione di Franco Salvatorelli, Milano, Adelphi, 2002, ISBN 88-459-1688-X.